# NGC 3208
NGC 3208 este o emission-line galaxy⁠(d) situată în constelația Hidra. A fost descoperită în 1886 de către Ormond Stone⁠(d).